# 俄羅斯國徽
俄羅斯聯邦國徽來自於1917年俄国革命時廢除的早期俄羅斯帝國的國徽，1993年宪政危机後启用。雖然自伊凡三世（1462–1505）統治開始經過了多次修訂，但當前的國徽是直接修訂於中世紀的版本，繪有一隻拜占庭和在俄羅斯人的政權產生之前很長時間裡的先驅所使用的雙頭鷹。其色彩佈局取自15世紀早期的標準。鷹的造型可追溯到彼得大帝（1682–1725）統治時期，儘管盾徽上鷹的顔色是金色而不是傳統的黑色。

## 描述及使用
俄罗斯国徽的两大元素（双头鹰和骑马斩龙的“英雄”）早于彼得大帝的时期。然而，今天官方的描述没有表示中间骑在马上的是圣乔治，主要是为了维持现代俄罗斯的世俗形象。

1992年5月17日至1993年11月30日之间，俄联邦的国徽是苏联时期的国徽的修订版（Российская Федерация取代了РСФСР）

当前的国徽是由艺术家叶夫根尼·乌赫纳廖夫设计的，1993年11月30日被官方采纳。（页面存档备份，存于）今天，鹰头上的皇冠象征俄罗斯的统一和主权，鹰爪抓着的带球十字架和权杖是传统的上象征最高权力和权威的纹章符号。这些元素即使事实上俄联邦不是君主制仍保持在现在的俄罗斯国徽上，这遭到了共产党人的反对，即使移除了蓝色丝带和圣安德鲁勋章的颈饰。
现代的俄罗斯国徽由1993年总统令发布，随后于2000年12月20日由总统弗拉基米尔·普京签署写入联邦法。

带有双头鹰国徽的俄罗斯国旗

## 歷史国徽
| 圖 | 國家                                      | 使用                          |
| -- | ----------------------------------------- | ----------------------------- |
|    | 莫斯科大公国                              | 1472年，伊凡三世徽章          |
|    | 莫斯科大公國                              | 1539年，伊凡四世徽章          |
|    | 莫斯科大公國                              | 1577年，伊凡四世徽章          |
|    | 莫斯科大公國                              | 1589年                        |
|    | 俄羅斯沙皇國                              | 1667年                        |
|    | 俄羅斯帝國                                | 1721年                        |
|    | 俄羅斯帝國                                | 1730年－1799年 1801年－1825年 |
|    | 俄羅斯帝國                                | 1799年－1801年                |
|    | 俄羅斯帝國                                | 1800年，大國徽                |
|    | 俄羅斯帝國                                | 1825年－1856年，第一版        |
|    | 俄羅斯帝國                                | 1828年－1856年，第二版        |
|    | 俄羅斯帝國                                | 1856年－1882年，大國徽        |
|    | 俄羅斯帝國                                | 1856年－1883年，小国徽        |
|    | 俄羅斯帝國                                | 1882年－1917年，大國徽        |
|    | 俄羅斯帝國                                | 1883年－1917年，小国徽        |
|    | 俄羅斯共和國                              | 1917年                        |
|    | 俄國臨時政府                              | 1917年                        |
|    | 蘇維埃俄國 俄羅斯蘇維埃社會主義共和國     | 1918年－1920年                |
|    | 俄羅斯蘇維埃聯邦社會主義共和國            | 1920年－1956年                |
|    | 俄羅斯蘇維埃聯邦社會主義共和國            | 1956年－1978年                |
|    | 俄羅斯蘇維埃聯邦社會主義共和國 俄羅斯聯邦 | 1978年－1991年 1991年－1992年 |
|    | 俄羅斯聯邦                                | 1992年－1993年                |
|    | 俄羅斯聯邦                                | 1993年－今                    |

## 相似的國徽
在大韓帝國時期，因其受到俄羅斯帝國的影響，曾使用一種基於俄羅斯帝國國徽修改而成的鷹徽作為皇帝及政府象徵。

大韓帝國皇帝徽章